# 岩田新
岩田 新（いわた あらた、1882年5月29日 - 1947年10月3日）は、日本の法学者。民法学者。東京商科大学（現一橋大学）名誉教授。日本で初めて事情変更の原則を論じた。国際私法の大平善梧一橋大名誉教授や商法の吉永榮助一橋大名誉教授は岩田ゼミ出身。なお、民法の後継者は出していない。川名兼四郎門下。

## 人物・来歴
愛知県碧海郡知立町（現・知立市）出身。1906年（明治39年）第一高等学校卒業。1911年（明治44年）東京帝国大学法科大学独法科卒業。1916年（大正5年）東京帝国大学大学院（旧制）法学研究科修了。東京高等商業学校（現一橋大学）教授。1920年（大正9年）フランス・ドイツ・スペイン・イギリス・イタリアに文部省在外研究員として、研究留学（ - 1923年）。1923年（大正12年）東京商科大学（現一橋大学）商学部助教授。1924年（大正13年）同教授。1934年、東京帝国大学法学博士。論文の題は「占有理論 」。1936年（昭和11年）、白票事件で「白票組」として孫田秀春らと対立し、東京商科大学を退官。同名誉教授。中央大学法学部教授。1946年（昭和21年）中央大学依願退職。翌年死去。

## 著作
- 『經濟事情の變動と債權の效力 : Clausula rebus sic stantibus(事情變更の抗辯)』（同文館、1926年）
- 『日本民法史：民法を通じて見たる明治大正思想史』（同文館、1928年）
- 『信託法新論』（有斐閣、1933年）
- 『債権法新論』（有斐閣、1934年初版・1938年増訂版）
- 『民法總則新論』（有斐閣、1941年）
- 『日本經濟法の理論』（有斐閣、1944年）